# 地下鉄のザジ
『地下鉄のザジ』（ちかてつのザジ、フランス語: Zazie dans le métro）は、20世紀フランスの詩人・小説家レーモン・クノー（1903年 - 1976年）が1959年に発表した小説である。本作によってクノーは商業的成功を収め、翌1960年には映画化された。フランスの新聞『ル・モンド』が1999年に実施したブック・ランキング「ル・モンド20世紀の100冊」の36位に選ばれている。
2009年10月には、『地下鉄のザジ』出版50周年を記念する国際シンポジウムがパリで開催された。

## 物語の概要
1950年前後のパリ。母親に連れられて田舎から出て来る少女ザジ。母親は新しい恋人との逢瀬が目的で、ザジは、ガブリエル叔父さんに預けられて2日間を過ごすことになる。彼女のいちばんの楽しみは地下鉄に乗ること。しかし、地下鉄はあいにくのストライキ中だった。一人で街へさまよい出たザジは、彼女をつけ回す正体不明の男や相手かまわず発情する未亡人など、奇妙な人々と次々に遭遇する。ザジと彼らとの冒険はやがてスラップスティック・コメディ的に暴走。ガブリエル叔父さんとエッフェル塔に出かけたものの、周囲の人々は暴徒と化し大乱闘に発展する。混乱の中から連れ出され、運転再開した地下鉄によって運ばれたものの、眠っていて気づかないザジ。恋人と別れた母親と帰りの列車で落ち合い、「楽しかった？」と聞かれたザジは、眠そうに「年をとったわ」とつぶやく。

## 作者クノーと『ザジ』

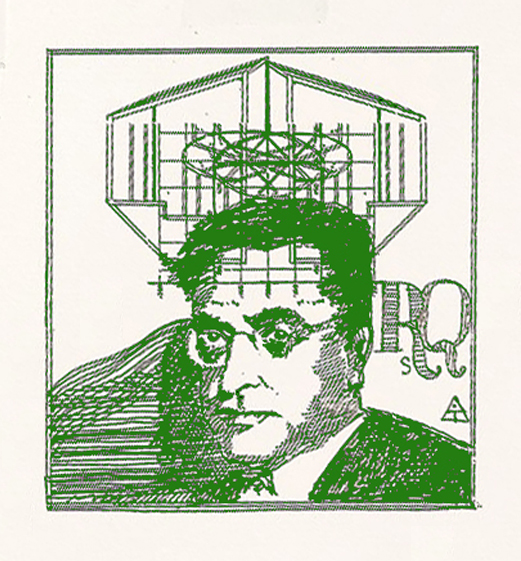
ジャン・マックス・アルベールによるレイモン・クノーの肖像

『地下鉄のザジ』は、クノーが戦後に出版した小説のうち、『人生の日曜日』、『青い花』と並んで、作者自身が生きた20世紀パリという現実世界を対象としつつ、新しい小説形式を追求した作品である。
クノーはシュルレアリスム運動に参加した後に小説家となり、1933年に『はまむぎ』でデビューした。以降、小説と詩集を合わせて10冊以上を刊行しており、とりわけ『文体練習』で注目を集めていた。作家活動と並行して、ガリマール出版社の編集者としてプレイヤード版『百科全書』シリーズを手掛け、翻訳者としてもナイジェリアの作家エイモス・チュツオーラの作品やジョルジュ・デュ・モーリエの英語小説を紹介、さらには振付師ローラン・プティのためにバレエ作品『ダイヤモンドをかじる女』のシャンソンを提供するなど、活動は多岐にわたっている。1951年には、ゴンクール賞を選出するためのゴンクール・アカデミーの会員として迎え入れられていた。
すでに高踏的な前衛小説の旗手として文壇の一部で高く評価されていたクノーが1959年に発表したのが『地下鉄のザジ』（以降、『ザジ』とも表記する。）であり、クノーは10年以上前からこの小説の構想を練っていた。
この作品がベストセラーとなり、さらに翌年映画化されて人気を博したことで、クノーの名は広く知られることとなり、『ザジ』はフランス小説に新風を吹き込む記念碑的作品と評価された。

### 反響
ミシェル・ビゴによれば、『ザジ』は刊行直後の1か月で5万部売れ、1990年代半ばまでに10数か国語に翻訳された。そのうちフランス語版の販売部数だけでも100万部を超えたという。
なお、『ザジ』に先立つ1955年にはウラジーミル・ナボコフの小説『ロリータ』が出版されており、発禁処分などをめぐって社会現象となっていた。傾向は異なるとはいえ、少女を題材に持ってきている点では共通するクノーの『ザジ』が前代未聞の商業的成功を収めたのには、このような背景が影響したかもしれない。
小説の売上が伸びたことにより、同じ年の年末にはオリヴィエ・ユッスノによる舞台版が上演され、翌1960年にはルイ・マル監督による映画版が公開、1966年にはジャック・カルルマンによるバンド・デシネ版が作られるなど、翻案作品が次々に現れた。とくにルイ・マルの映画はヌーヴェルヴァーグの傑作としても成功を収め、『ザジ』の知名度を世界的に広げることに貢献した。
その後も舞台版やラジオドラマが作られ、バンド・デシネ版にはロジェ・ブラション（1979年）やクレマン・ウールブリ（2008年）によるものが出版されている。日本では、大貫妙子作詞・作曲による「地下鉄のザジ」が原田知世によって歌われ、後に大貫自身がこれをセルフカバーしている。
一躍ベストセラー作家となったクノーだったが、出版の翌1960年、日記に「『ザジ』の成功は耐え難いくらいのショック」だと書いている。彼は、この作品をむしろ「幸福なる少数者」に向けて書いたつもりだった。
また、『地下鉄のザジ』発表後まもない時期のインタヴューでは、クノーは自身の小説観について次のように語っている。

## ユーモア
『地下鉄のザジ』が大ベストセラーとなり、作者クノーに初の商業的成功をもたらした最大の要因は、読者を大いに笑わせたことにある。『ザジ』の豊穣なユーモアは、大多数の読者に純粋な娯楽を提供した。当時のフランスでは、ドイツ占領下で生まれた「抵抗文学」の生真面目なヒロイズムや実存主義に影響された重々しい説教調の作品が主流であり、文学は久しく笑いを忘れていた。そうした中にあって、『ザジ』のドタバタ喜劇調や卑語・猥語が飛び交うテンポの良いやりとり、ヒロインのザジが連発する決め台詞「けつ喰らえ」に、読者たちはお腹の皮をよじらされ、大いに溜飲を下げたのである。
ザジの「けつ喰らえ」（フランス語では« mon cul »）は、 「尻」を意味する俗語に一人称の所有形容詞を付けた形であり、「やなこった」または「ふざけんな」といった意味になる。成人男性が口にするような悪態を思春期の少女に言わせることで表現の面白さが生じており、ロラン・バルトはこれを「本当らしさと常軌の逸脱のあいだの均衡」と評している。この台詞は、ザジが話す相手が「ナポレオン」や「教師の恩給」などといった神秘性や高貴さを漂わせた紋切り型のニュアンスを帯びてきたとたんに発せられ、その思い上がりを暴力的にくじく効果を発揮する。

### 両義性
クノーの全作品中でもっとも滑稽でユーモアに満ちた『ザジ』だが、しかしその笑いには読者をふと不安にさせるものが備わっている。それは、「あることを言いながら別の何かを聞かせる」ものであり、陽気なおふざけに真面目なものを含んだ、二重化されたメッセージとして読まれうるものである。
批評家からの論評も、『ザジ』の純文学でありながら過激な笑いの要素についての是非をめぐるものが大半だった。これについて、「偉大なるパタフィジックの功業」と称賛したのは、パスカル・ピアである。1950年にクノーは「コレージュ・ド・パタフィジック」の中心的メンバーとして参加しており、パタフィジックとは、「想像力による解決の科学」あるいは「メタ形而上学（メタフィジック）」を意味するアルフレッド・ジャリの造語である。パタフィジックは常軌を逸したナンセンスな笑いを誘うが、その滑稽さはつねに過剰かつ真摯でもある。
「笑うどころか泣きたくなった」と嘆いたのは、フランソワ・モーリアックであり、クロード・トワは「沈鬱な爆笑」として、クノーが次第にペシミスティックな傾向を強めていると指摘した。トワによれば、クノーのユーモアは、外的現実からもたらされる苦痛への対抗手段であり、笑いが強烈であればあるほどその苦痛が強いことを示している。また、ベルナール・パンゴーは、『ザジ』のコメディには罠が隠されていると述べている。罠とは、この小説には「意味」があるのではないかと考えてしまうことである。しかし、この小説は徹頭徹尾「見せかけ」でできており、その後ろにも下にも深みのある現実や安定した土台など存在しないのであり、これこそが『ザジ』の世界の特徴だとする。

## 不確実性

### タイトル

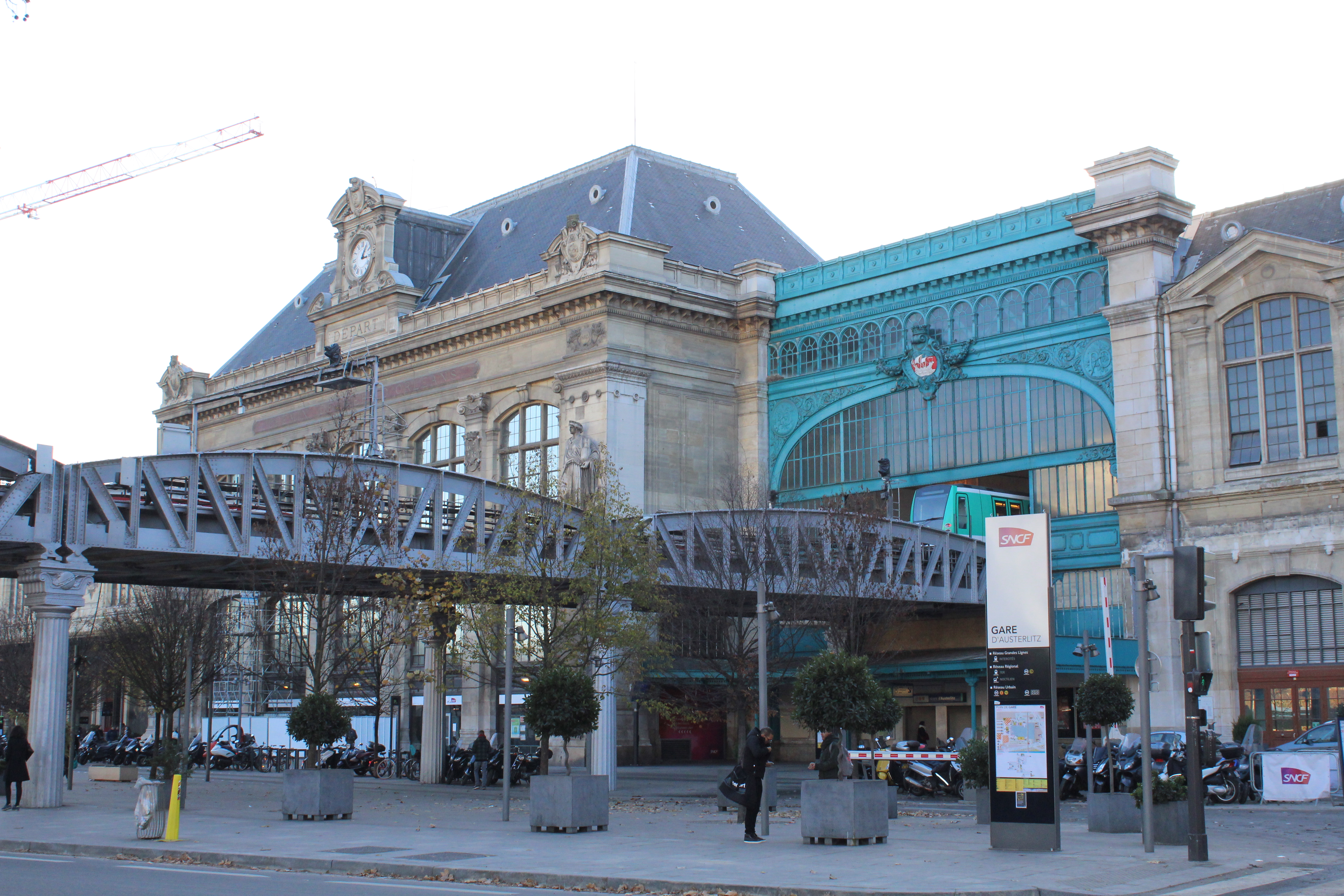
オステルリッツ駅から物語は始まる。

第8章、ガブリエル叔父さんはエッフェル塔を見ながら独りごちる。「どうしてパリの街は女に見立てられるのか不思議だね。こんな代物がついているのに。」

この小説のキーワードは「不確実さ」である。直訳すると「地下鉄の中のザジ」となるタイトルからして紛らわしい。ザジの最大の望みはパリで地下鉄に乗ることだったが、物語中で彼女は一度も地下鉄に乗ることがない。実は物語の最終盤で地下鉄が動き出すのだが、そのとき彼女は気を失っており、乗車する様子は描かれない。後で母親に「地下鉄は見たの?」と尋ねられて、ザジは「うゥうん」と答える。こうして、物語はそのタイトルを裏切る。

### 地理
地理もその多くが同定できない。オステルリッツ駅でザジを迎えたガブリエルは、友人シャルルが運転するタクシーに乗り込み、ザジにパリの名所を教えるが、指差す建物がパンテオンなのかそれともリヨン駅なのかでガブリエルとシャルルの意見が食い違い、次に示す建造物もアンヴァリッドなのかルイイの兵舎なのかわからない。翌日、3人がエッフェル塔から街を見下ろす場面でもこの言い合いが再現する。その後、ガブリエルはなりゆきから外国人観光客たちのツァーをガイドすることになるが、彼が案内した先がサント・シャペルだったのか商事裁判所だったのかも曖昧である。

### 登場人物
不確実さは、登場人物の自己同一性においても奇妙な一致を見せる。ガブリエルとその妻マルスリーヌには性別の不確かさがある。ガブリエルには同性愛者の疑いがかけられるが、彼はザジの再三の詰問に対してこれを否定する。しかし、彼の仕事が夜警というのは建前で、実はガブリエラという芸名でゲイバーのダンサーとして働いていることが明らかになる。ここで、彼は自分の職業を女性形の名詞で「踊り子« danseuse de charme »」と答えている。またザジの母親は、兄弟のガブリエルが少女に欲情する心配はないという理由から娘を預ける気になっていた。さらには、おしとやかなマルスリーヌが物語の最後に男性として現れ、名前もマルセルに変わってしまうというどんでん返しがある。夢うつつのザジも彼女を「おじさん」と呼んだことで、マルスリーヌが実は男性であり、ガブリエルの同性愛疑惑が再浮上したところで小説は終わっている。
トルースカイヨンは、不確実性を具現化した登場人物である。彼は、この物語のもう一人の主人公ともいうべき存在であり、はじめは単なる「男」として登場し、その後ペドロ、トルースカイヨン、ベルタン・ポワレ、アルン・アラシッドと次々に名前を変え、それとともに姿も変えて登場する。にもかかわらず、名前も職業も不確かな情報が追加されるばかりで、最終的な解答はついに得られことがなく、彼のアイデンティティの不安定さは小説世界を混乱させる。グリドゥーとの会話で彼は、自分の名前を覚えておらず、自分を「見失った」ことを不安げに告白する。おそらくはこれが彼の「正体」であり、「素顔」も「素性」もない、仮面の下にはなにもない存在である。
さらに、酒場の主人テュランドーはカゴに飼っているオウムと入れ替わり、人物の置換可能性を見せる。物語の終盤、大乱闘の末にガブリエルたちが敵陣から脱出するシーンにおいて、テュランドーはオウムの<緑>と文字通り入れ替わる。テュランドーはオウムの決め台詞である「喋れ、喋れ、それだけ取り柄さ」を話し、オウムは一同に別れの挨拶をすると鳥カゴに入った飼い主をかかえて飛び去るのである。

### メタフィクション性
以上のように、『ザジ』の物語はなにひとつ確実なことがない。「実体」を示すことがなく、仮面やみせかけだけが次々と現れては消えてゆく世界である。
第8章のガブリエルのモノローグでは、「パリは一場の夢に過ぎず、ガブリエルは（すばらしい）幻、ザジは夢の（それとも悪夢の）幻、そしてこの物語はすべて夢のまた夢、幻の幻、たかだか間抜けな小説家（おっと！ 失礼）がタイプで打ちまくったうわごとにすぎない。」という自己言及がなされる。『ザジ』のメタフィクション性が示された一節であり、つまり、この人工世界における唯一の真実とは、すべてが絵空事ということである。これを象徴するのが、小説の冒頭に掲げられたアリストテレスのエピグラフであり、« ό πλάσας ήφάνισεν »とは、「詩人がこれを築き、消した」という意味である。
クノーは小説世界を構築しながら、同時にその虚構性や虚偽性を示し、世界を破綻させてしまう。しかし、歴史への言及とりわけ第二次世界大戦中のドイツ軍占領の記憶については小説の随所に現れ、小説の舞台を戦後に限定している。したがって、『地下鉄のザジ』は、作りながら壊すという自己破壊的な構えを持ちながら、同時に50年代パリの記録ともなっている。

## 文体
この小説の大きな魅力のひとつに、クノー独特の言葉遣いがある。口語や俗語をふんだんに取り入れた『ザジ』の文体は、読者や批評家たちの注目をとりわけ集めた。こうした語り口の巧みさ、言葉そのものの面白おかしさは、クノーにとって出来事や語り手の性格よりもむしろ言語自体に興味の対象があったことに由来する。「コレージュ・ド・パタフィジック」のメンバーだったクノーの作品は、言語についてのふざけた、しかも真摯な考察にほかならない。
『ザジ』のテクストの大半を占めるのが直接話法による会話文であり、小説に生き生きとしたスピード感を与えている。中でも注目すべきはオウムの <緑> が得意とする「喋れ、喋れ、それだけ取り柄さ」で、この言葉は要所要所で物語を駆動する動機となっている。つまり人物たちは何よりもまず「喋る主体」として表象されている。一方で、いわゆる「小説」らしい心理描写や風景描写はほとんどない。人物たちの来歴や身体的特徴、内面的葛藤について、与えられる説明は最小限にとどまり、客観的で現実を再現するような細部は語られない。加えて、括弧でくくられた「（身振り）」や「（沈黙）」など芝居のト書き風の挿入句がある、これらの身振りは物語に演劇的な属性を与え、後半に展開される大衆劇のドタバタに限りなく近づいてゆく。

### ネオ・フランセ
クノーの口語・俗語文体の構想は、話し言葉を書き言葉に、つまりひとつの文体に仕立て上げることで、その試みを「ネオ・フランセ（新フランス語）」と呼んだ。ネオ・フランセは、ギリシャ語における書き言葉（カタレウーサ）と話し言葉（デモティコス）の闘いから着想されたものであり、クノーは処女作『はまむぎ』以来のほとんどの小説でこれを実践し、練り上げた頂点に達する作品が『ザジ』であった。『ザジ』に見られるネオ・フランセの実践を通じて、クノーにはフランス語の新たな言文一致体を誕生させる意図はなく、規則によって縛り付けられた書き言葉に風穴を開け、言葉に可塑性を取り戻させることによって演劇性の獲得と異化効果を狙ったと考えられる。
例えば、「ムッシュ」の正しい綴は« monsieur »だが、『ザジ』においては発話の状況や会話の調子に応じて、実際の発音に近い« meussieu »や、あるいは自信のない様子や急いでいる場合に« msieu »といった表記が使い分けられている。また、小説の書き出しを« Doukipudonktan? »というアルファベットの羅列で始めており、これは« D'où qu'il pue donc tant »（「一体どこからこんな悪臭がしてくるのだろうか」）という一文を発音表記に変換・結合したものである。以降も、こうした音声のみを写し取ったような表記は頻出し、フランス語が無国籍化される。
これにより、読者は一種の異様さ・暴力性を伴って目に飛び込んできた文をあらためて普通のフランス語に「翻訳」することを要求される。ネオ・フランセは、自らを透明にして現実と一体化するのではなく、逆に平凡な現実を言葉の自明性とともに解体する性格を持っている。

### 引用とパロディ
このほかにも『ザジ』には言語遊戯や文体のパロディ、詩の規則や修辞法を散文に適用させるといった言語実験が組み込まれている。これらの引用やパロディは、テクストを複層化し、小説の意味内容を増幅させている。
例えば第8章、エッフェル塔の下でザジを待つガブリエルが語る長い独白があり、ここでは古典悲劇によく見られるモノローグが踏襲されている。ガブリエルのこの演説は、シェイクスピア、ダンテ、モンテーニュ、カルデロンなど哲学や童謡なども含めた多様なテクストの引用とパロディによって構成されている。この文学の見本市のようなモノローグは、居合わせた外国人観光客たちを熱狂させ、ガブリエルは彼らの尊崇の的となる。ところが、第14章でガブリエルは自分のショーにフランス人の仲間たちを招待し、彼らに対しても同じような弁舌を振るうのだが、彼らからはせいぜいクロスワードパズル程度の関心しか向けられない。つまり、ガブリエルの演説の神秘性に心打たれるのは、ほとんどフランス語を理解できない外国人であって、美文調モノローグは観賞用の異国語としてしか機能していないという皮肉である。

## 聖書との関連
『ザジ』には、古典やフランス文学の諸作品の引用、民衆歌や映画への言及、自作のパロディなどがちりばめられている。中でも聖書との関連は特徴的である。第1章での目の中のおがくずと丸太の比喩は『ルカによる福音書』からとられており、第16章には『出エジプト記』に現れる植物ヒソプ（ヒソップとは別種）への言及がある。第14章でガブリエルは観光客や友人たちを前に演説し、『創世記』の知識を披瀝する。そもそもガブリエルは受胎告知の大天使ガブリエルの名前であり、「大ガイド」という彼への形容がこのことを強く示唆している。同じく第14章では、ガブリエルの信奉者たちの中心に幼子ザジが君臨する場面が描かれており、『ルカによる福音書』でエルサレムにやってきた12歳のイエス・キリストが神殿の境内で学者たちの中心に座って「話を聞いたり、質問したり」したことで一座の人々を驚かせた記述を思い起こさせる。イエスのフランス語読み「ジェジュ」と「ザジ」は発音の次元でも響き合っている。このことから、アンリ・ディアマンは「『地下鉄のザジ』―福音書の難解な剽窃か？」と題した論文において、『ザジ』が新約聖書の「モデル小説」であると解釈している。
クノー自身はエッセイ『小説の技法』（1937年、『棒・数字・文字』収録）において、自分の作品には厳密な構造や象徴の体系などが隠されていると述べている。とくにイエス・キリストとザジの関係については、クノーの日記に書かれた架空の批評において言及がある。それによれば、幼子ザジ / イエスの冒険は、受難（タクシーでの観光）、復活（蚤の市）、昇天（エッフェル塔）のようにキリストの生涯を反復しているという。

## 関連項目

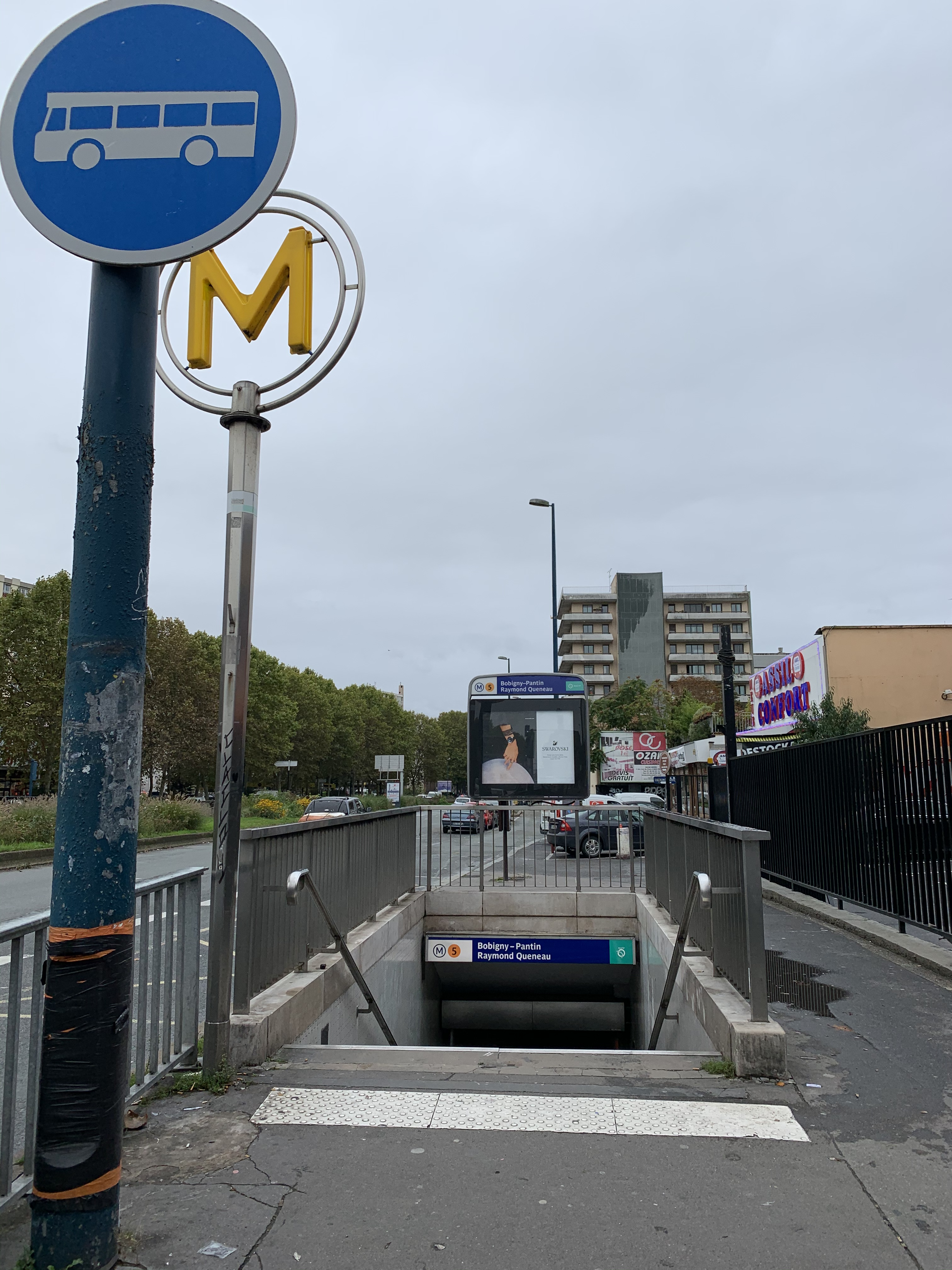
『地下鉄のザジ』の作者にちなんで命名された地下鉄ボビニー＝パンタン＝レーモン・クノー駅の入口（パリメトロ5号線、1985年開設）

### 翻案・二次作品
- 舞台版『地下鉄のザジ』（1959年）：オリヴィエ・ユッスノによる。
- 映画版『地下鉄のザジ』（1960年）：ルイ・マル監督作品。
- バンド・デシネ版『地下鉄のザジ』（1966年）：ジャック・カルルマンによる。
- バンド・デシネ版『地下鉄のザジ』（1979年）：ロジェ・ブラションによる。
- バンド・デシネ版『地下鉄のザジ』（2008年）：クレマン・ウールブリによる。

### その他
- 想い出のロックン・ローラー（1978年）：ジェーン・バーキンによるアルバム。3曲目にセルジュ・ゲンスブール作詞による「Zによる問題集」（Zはザジのこと）が収録されている。
- ザジ (歌手)：フランスのファッションモデル・歌手。本作から芸名を取っている。